# Laleh Seddigh
Laleh Seddigh (em persa: لاله صدیق; Teerã, fevereiro de 1977) é uma piloto profissional de automóveis iraniana.
Seddigh começou a dirigir aos 13 anos, ensinada por seu pai. Ela passou no exame de direção aos 18 anos. Seddigh teve que obter permissão especial de um aiatolá local para competir contra os homens. A permissão foi dada porque dirigir não é considerado um esporte de contato e com a condição de que Seddigh seguisse os códigos de vestimenta.
Sua história foi apresentada em um documentário da BBC TV chamado Girl Racer, transmitido em 2008.
Com seu bom desempenho nas pistas, desenvolveu a reputação de melhor piloto de rali do Irã, além de receber o apelido de “Little Schumacher” (em português: “Pequena Schumacher”) em referência ao heptacampeão de Fórmula 1 Michael Schumacher. Ela foi descrita como “uma das esportistas mais célebres da República Islâmica do Irã.”
Seddigh fez doutorado em gestão industrial e produção na Universidade de Teerã.